# Katrin Kampmann
Katrin Kampmann (* 24. Dezember 1979 in Bonn) ist eine Berliner Malerin.

## Biografie
Kampman besuchte in ihrer Geburtsstadt die Schule und wechselte nach dem Abitur nach Berlin. Zwischen 2001 und 2005 studierte sie Bildende Kunst an der Universität der Künste Berlin. 2006 war sie Meisterschülerin in der Klasse von Karl Horst Hödicke ebendort. Von 2010 auf 2011 erhielt Kampmann ein Stipendium der Berliner Dorothea-Konwiarz-Stiftung. Die Malerin arbeitet und lebt in Berlin. Zwischen 2006 und 2016 zeigte Kampmann jedes Jahr ihre Bilder in einer Einzelausstellung. Zudem nahm sie an zahlreichen Gruppenausstellungen teil. Werke von ihr befinden sich im Besitz von öffentlichen und privaten Sammlungen. In ihren Gemälden verbindet Kampmann figurative und abstrakte Elemente spielerisch miteinander.

## Ausstellungen (Auswahl)
- Als gäbe es kein morgen, Kunsthalle im Lipsius-Bau, Dresden 2010.
- Die Wanderausstellung, Die Wiener Artfoundation, Wien 2011.
- Die Wanderausstellung, Sommer Frische Kunst, Bad Gastein 2016.
- Ferien vom Über-Ich / Flamme bin ich sicherlich – Katrin Kampmann, Stiftung Günther Benedict, Kunstraum Nestroy-Hof, Wien 2017

## Auszeichnungen (Auswahl)
- Meisterschülerpreis des Präsidenten der Universität der Künste Berlin 2006[2]
- Stipendium Dorothea Konwiarz Stiftung Berlin von 2010 auf 2011[3]